# Marie Losier

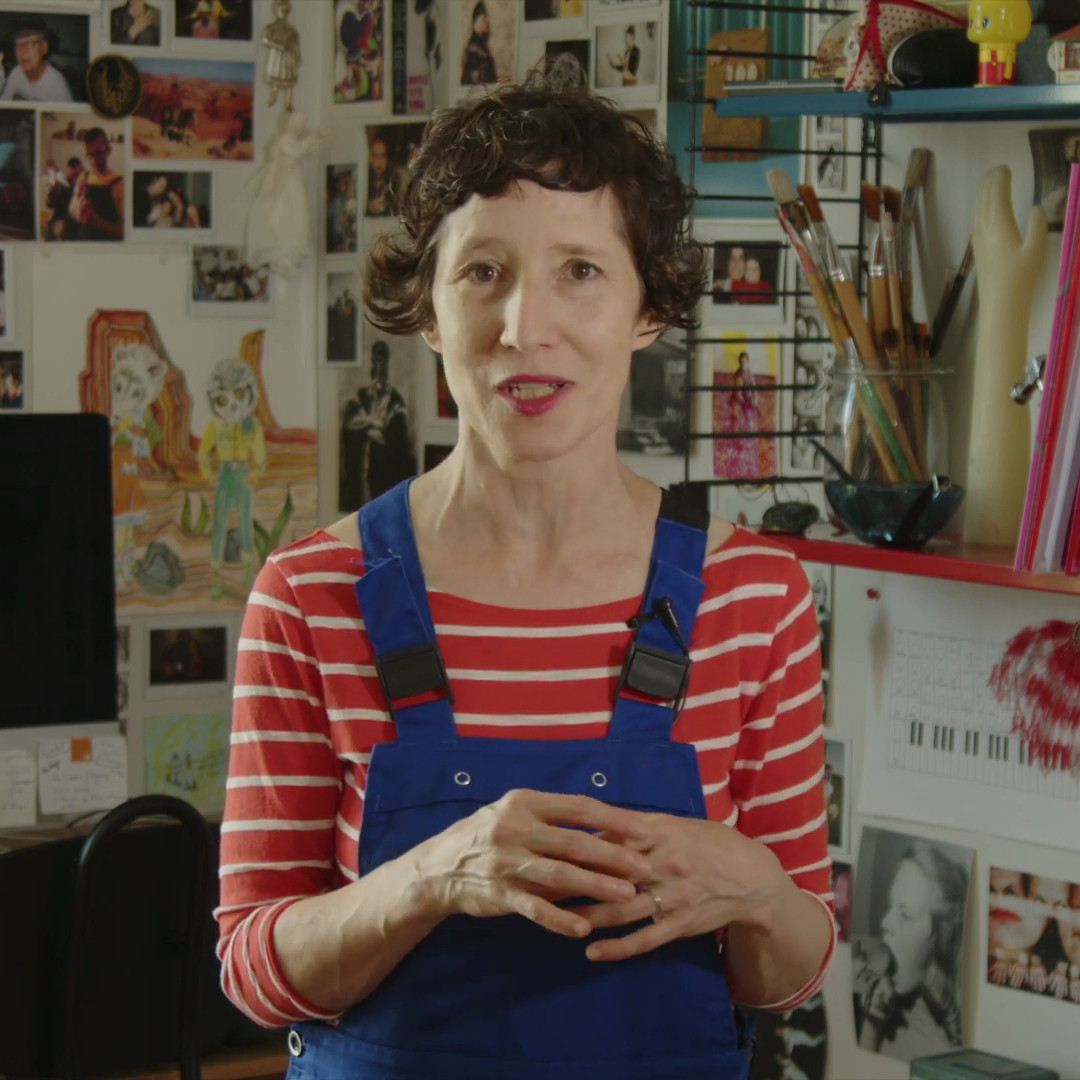
Marie Losier

Marie Losier (geboren 1972 in Boulogne-Billancourt, Frankreich) ist eine französische Filmemacherin und Kuratorin, die für ihre Filmporträts über Avantgarderegisseure sowie Avantgardemusikschaffende bekannt ist. Ihre Filme wurden ausgezeichnet sowie  in  Museen und auf Festivals gezeigt.

## Leben und Wirken
Losier hat amerikanische Literatur an der Universität Paris-Nanterre (Frankreich) und ab 1994 Bildende Kunst am Hunter College in New York City studiert. Zum Filmemachen kam sie eher zufällig. In Losiers Filmen, in denen sie insbesondere dokumentarisch arbeitet, geht es in der Regel um ihre Beziehungen zu anderen avantgardistischen Künstlerinnen und Künstlern. Im Zeitalter der digitalen Medien hat sie sich analogen Techniken auf 16-mm-Film verschrieben. Ihre  Dreharbeiten gelten „als Live-Ereignis oder eine gemeinsame Erfahrung, bei dem Losier, die handgeführte Bolex-Kamera im Schlepptau, sowohl Teilnehmerin als auch Schöpferin ist.“ Klassische Interviewsituationen meidet sie.
Ihre Filme wurden in Museen und auf Festivals gezeigt. 2018 wurden ihre Arbeiten im MoMA in New York in die Sammlung aufgenommen und in einer Retrospektive präsentiert. In den Vorjahren war sie regelmäßig Gast der Berlinale gewesen, wo sie 2011 für The Ballad of Genesis and Lady Jaye den Teddy Award und drei weitere Preise unabhängiger Jurys in der Filmreihe Forum gewann. Anlässlich der 70. Internationalen Filmfestspiele Berlin 2020 gehörte sie der Jury des Berlinale Dokumentarfilmpreises an, der vom Rundfunk Berlin-Brandenburg (rbb) gestiftet wird.
Marie Losier hatte 20 Jahre lang in den USA gelebt und gearbeitet. 2018 kehrte sie nach Paris zurück.

## Filmografie

### Kurzfilm
- 2004: Electrocute Your Stars, 8 min.
- 2004: Bird, Bath and Beyond, 13 min.
- 2005: The Ontological Cowboy, 16 min.
- 2007: Manuelle Labor, 10 min.
- 2008: Tony Conrad, DreaMinimalist, 26 min.
- 2009: Slap! The Gondola, 15 min.
- 2010: Snow Beard, 3 min.
- 2011: In Hommage to George and Mike Kuchar, 2 min.
- 2014: Bim, Bam, Boom, Las Luchas Morenas, 12 min.

### Dokumentationen
- 2011: The Ballad of Genesis and Lady Jaye, 65 min.
- 2014: Alan Vega, Just a Million Dreams, 13 min.
- 2015: Masha Natasha, 15 min.
- 2016: Aqui, em Lisboa: Episódios da Vida da Cidade, 85 min
- 2018: Cassandro, the Exotico! 73 min.
- 2019: Felix in Wonderland, 49 min.
- 2021: Taxidermize Me, 10 min.